# Cárdenas, Tabasco
Cárdenas är en stad i sydöstra Mexiko, och är den näst största staden i delstaten Tabasco. Staden har 80 099 invånare (2007), med totalt 220 510 invånare (2007) i hela kommunen på en yta av 2 112 km².